# Тарасполь
 Тарасполь  — село в Лямбирском районе Мордовии в составе  Пензятского сельского поселения.

## География
Находится на расстоянии примерно 10 километров на северо-запад от города Саранск.

## История
Основано как поселок в начале 1920-х годов. В 1931 году учтено 26 дворов. Название отражает местное урочище – Тарасово поле, принадлежавшее ранее Тарасу, жителю украинского хутора Лопатино

## Население
Постоянное население составляло 11 человек (мордва-эрзя 100%) в 2002 году, 5 в 2010 году .